# Rob Clerc

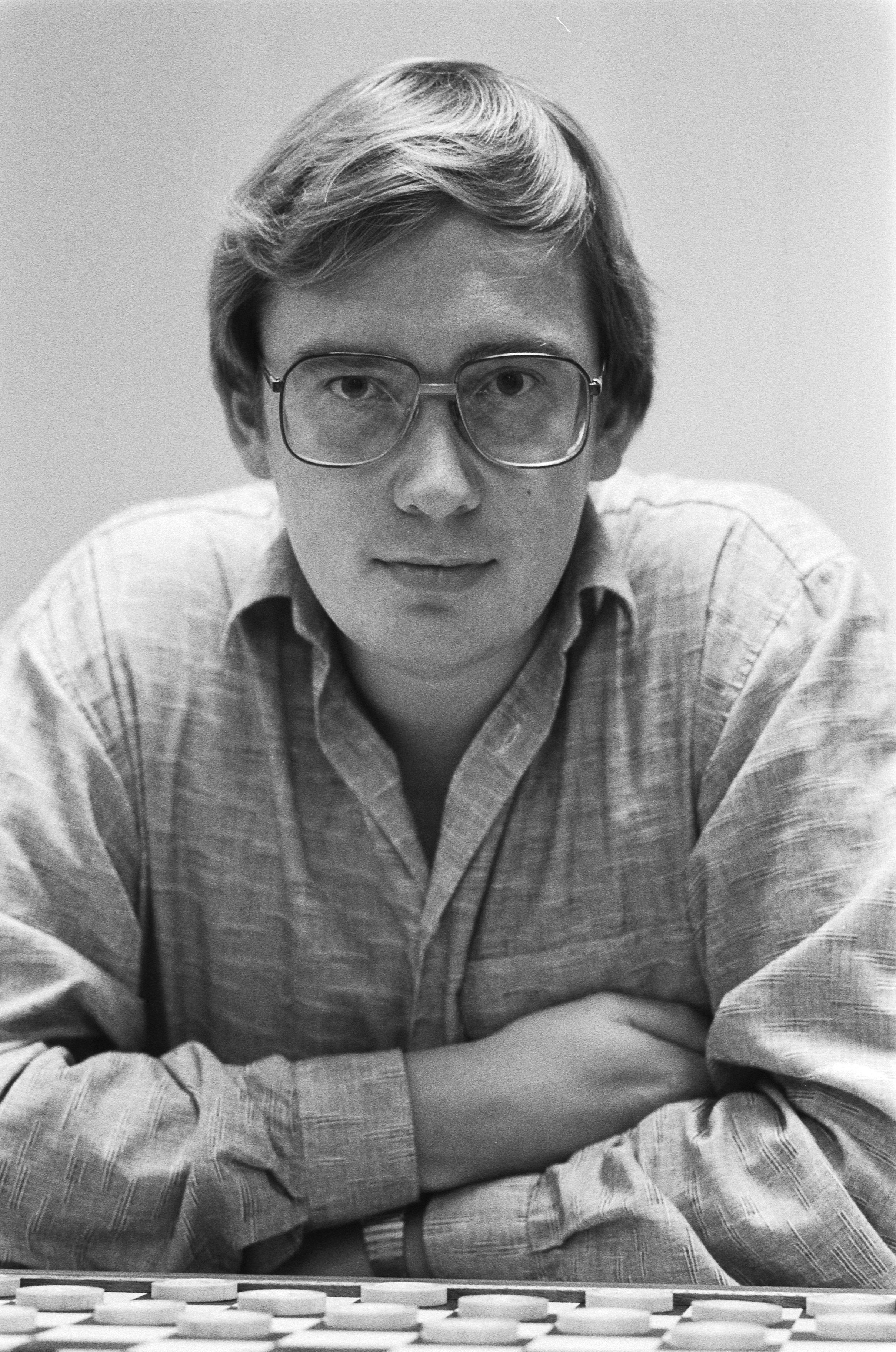
Rob Clerc in 1985.

Rob Clerc (9 augustus 1955) is een Nederlandse dammer die is opgegroeid in Amsterdam en later naar Zoetermeer verhuisde. In 1973 werd hij de eerste Nederlandse jeugdwereldkampioen. Hij is in het bezit van de titels Internationaal Grootmeester en Nationaal Grootmeester en is tegenwoordig bondscoach van de KNDB.

## Nederlands kampioenschap
Hij werd acht keer Nederlands kampioen: in 1980, 1982, 1983, 1986, 1990, 1991, 1999, 2000 en nam in totaal 30 keer deel aan de NK-finale.

## Europees kampioenschap
Hij nam deel aan het EK 1987 in Moskou (gedeeld 3e met 21 uit 13), EK 1992 in Parthenay, (2e plaats met 29 uit 19) en EK 1999 Hoogezand-Sappemeer (gedeelde 7e plaats met 15 uit 15). 

## Wereldkampioenschap

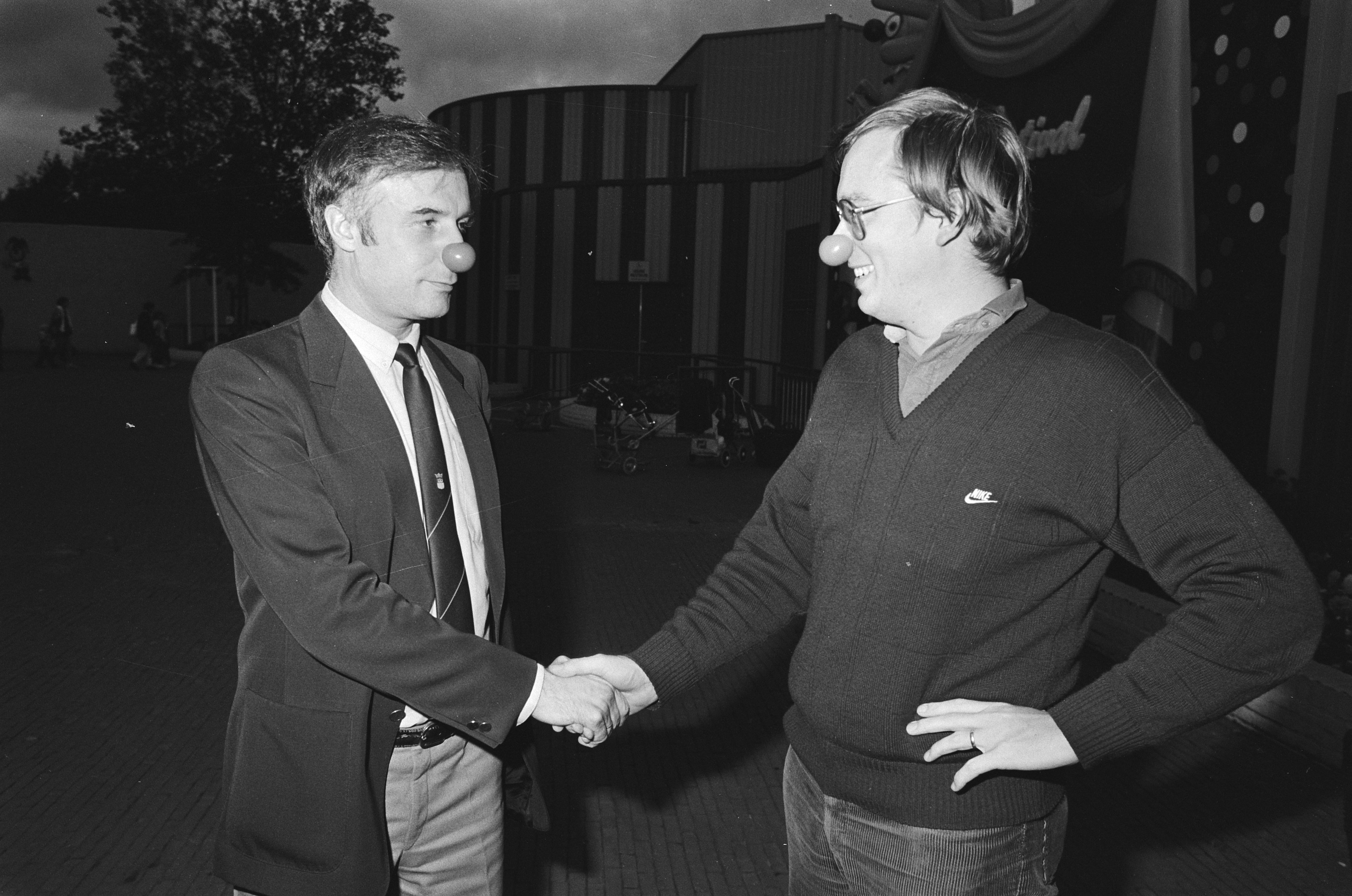
Clerc feliciteert Gantwarg (1985)

Hij eindigde vijf keer op de tweede plaats van het wereldkampioenschap. Bijzonder is dat hij van 1976 tot en met 2005 aan elk wereldkampioenschap in toernooivorm heeft deelgenomen. In totaal deed hij vijftien keer mee aan een WK-toernooi en speelde eenmaal een match om de wereldtitel. Op het wereldkampioenschap 2007 in Hardenberg was hij coach van de Nederlandse deelnemers.
- WK 1976 - gedeelde tweede plaats samen met Sjtsjogoljev met 27 punten uit 17 wedstrijden.
- WK 1978 - gedeelde zesde plaats samen met Nikolaj Misjtsjanski met 12 punten uit 11 wedstrijden.
- WK 1980 - tiende plaats met 24 punten uit 21 wedstrijden.
- WK 1982 - tweede plaats met 19 punten uit 13 wedstrijden, dit toernooi werd zonder Sovjetdelegatie gespeeld vanwege visumproblemen.
- WK-achtkamp 1983 - gedeelde derde plaats samen met Anatoli Gantvarg met 16 punten uit 14 wedstrijden (dubbelrondig toernooi).
- WK 1984 - tweede plaats met 25 punten uit 19 wedstrijden.
- WK-match 1985 - verloren van Anatoli Gantvarg met 1 winstpartij, 17 remises en 2 verliespartijen, 19-21.
- WK 1986 - vierde plaats met 24 punten uit 19 wedstrijden.
- WK 1988 - gedeelde zesde plaats met 24 punten uit 19 wedstrijden.
- WK 1990 - achtste plaats met 22 punten uit 19 wedstrijden.
- WK 1992 - gedeelde tweede plaats samen met Wiersma, Baljakin en Sijbrands achter Tsjizjov met 31 punten uit 23 wedstrijden.
- WK 1994 - tiende plaats met 21 punten uit 19 wedstrijden.
- WK 1996 - gedeelde eerste plaats samen met Aleksej Tsjizjov met 15 punten uit 11 wedstrijden. Tijdens de herkamp eindigden alle 6 de partijen in remise. Hierna werd een rapidherkamp gespeeld van twee partijen, Tsjizjov won de tweede partij en daarmee de wereldtitel.
- WK 2001 - gedeelde derde plaats samen met Johan Krajenbrink met 20 punten uit 16 wedstrijden.
- WK 2003 - gedeelde zesde plaats samen met Kees Thijssen met 22 punten uit 19 wedstrijden.
- WK 2005 - Clerc strandde op een zesde plaats in groep C in de voorrondes.